# لوویا پترسن
لوویا پترسن (انگلیسی: Luvia Petersen؛ زادهٔ ۱۵ آوریل ۱۹۷۸) یک هنرپیشه اهل کانادا است. وی از سال ۲۰۰۴ میلادی تاکنون مشغول فعالیت بوده‌است.